# Susanville (Kalifornija)
Susanville je grad u američkoj saveznoj državi Kalifornija. Prema popisu stanovništva iz 2010. u njemu je živjelo 17.947 stanovnika.